# إميديو مورغانتي
إميديو مورغانتي (ولد 23 يوليو 1966، في أسكولي بيتشينو، إيطاليا). حكم كرة قدم إيطالي سابق. وقد فاز بجائزة أفضل حكم في الدوري الإيطالي عام 2010.